# Teorema de Liouville
O teorema de Liouville é um teorema de análise complexa que diz que uma função complexa inteira e limitada é constante. Este teorema permite demonstrar o teorema fundamental da álgebra de maneira bastante elementar 

## Demonstrações
Em ambas as demonstrações, seja M um majorante de |f|.

### Primeira demonstração
Seja z ∈ C. Para cada r > |z|, tem-se, pela desigualdade de Cauchy (com n = 1), |f′(z)| < M/r. Mas então
{\displaystyle |f'(z)|\leqslant \lim _{r\rightarrow +\infty }{\frac {M}{r}}=0.}
Logo, f′(z) = 0. Como isto acontece para cada z ∈ C, f é constante.

### Segunda demonstração
Sejam z e w números complexos e seja r um número real tal que |z|,|w| ≤ r. Seja
{\displaystyle {\begin{array}{rccc}\gamma (r)\colon &[0,2\pi ]&\longrightarrow &\mathbb {C} \\&t&\mapsto &re^{it}.\end{array}}}
Então, pela fórmula integral de Cauchy, vale o seguinte 
{\displaystyle f(z)={\frac {1}{2\pi i}}\int _{\gamma (r)}{\frac {f(u)}{u-z}}du} e {\displaystyle f(w)={\frac {1}{2\pi i}}\int _{\gamma (r)}{\frac {f(u)}{u-w}}du}
pelo que
{\displaystyle {\begin{aligned}|f(z)-f(w)|&=\left|{\frac {1}{2\pi i}}\int _{\gamma (r)}{\frac {f(u)}{u-z}}du-{\frac {1}{2\pi i}}\int _{\gamma (r)}{\frac {f(u)}{u-w}}du\right|\\&={\frac {1}{2\pi }}\left|\int _{\gamma (r)}{\frac {f(u)}{u-z}}-{\frac {f(u)}{u-w}}du\right|\\&={\frac {1}{2\pi }}\left|\int _{\gamma (r)}{\frac {f(u)(z-w)}{(u-z)(u-w)}}du\right|\\&\leqslant {\frac {2\pi rM|z-w|}{2\pi (r-|z|)(r-|w|)}}\\&={\frac {r|z-w|}{(r-|z|)(r-|w|)}}\cdot \end{aligned}}}
Logo,
{\displaystyle |f(z)-f(w)|\leqslant \lim _{r\rightarrow +\infty }{\frac {r|z-w|}{(r-|z|)(r-|w|)}}=0.}

## Corolário
O teorema de Liouville afirma que a imagem de uma função inteira não constante f não é um conjunto limitado. De facto, a imagem de uma função inteira não constante é sempre um conjunto denso. Este resultado parece muito mais forte do que o teorema de Liouville, mas é um corolário dele. De facto, suponha-se que a imagem de f não era densa. Então haveria algum número complexo w e algum r > 0 tal que a imagem de f não conteria nenhum elemento do disco de raio r centrado em w. Mas então definimos 
{\displaystyle {\begin{array}{rccc}g\colon &\mathbb {C} &\longrightarrow &\mathbb {C} \\&z&\mapsto &{\frac {1}{w-f(z)}},\end{array}}}
a função g seria inteira não constante e, para cada z ∈ C ter-se-ia
{\displaystyle |g(z)|=\left|{\frac {1}{w-f(z)}}\right|={\frac {1}{|w-f(z)|}}<{\frac {1}{r}},}
que g e limitada, contradizendo  o teorema de Liouville.

## Generalizações
Um teorema mais forte do que o teorema de Liouville é o pequeno teorema de Picard, que afirma que se f é uma função inteira não constante, então a sua imagem é C ou C \ {a}, para algum a ∈ C. Um teorema ainda mais forte é o grande teorema de Picard, que afirma que se f for uma função inteira não polinomial e se w ∈ C, então a equação f(z) = w tem uma infinidade de soluções com, quando muito, uma excepção.